# Bioclast

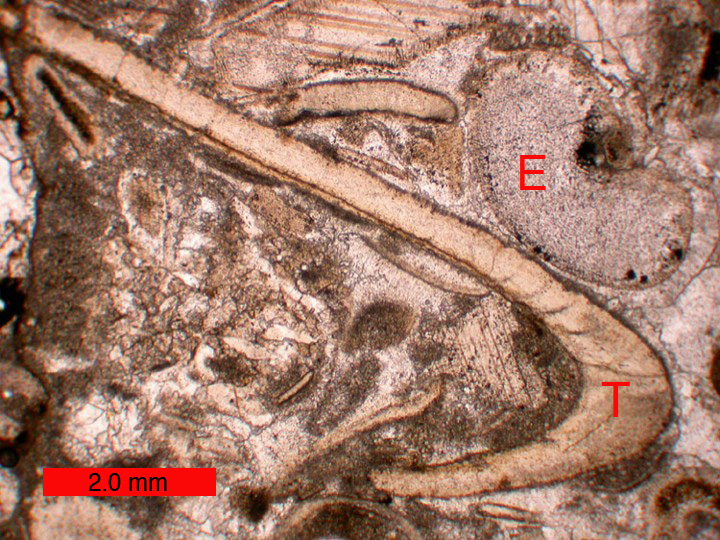
Bioclaste în calcar din Ordovician; T = trilobit; E = echinoderm

Bioclast se numește un component al sedimentelor și rocilor sedimentare, rezultat din dezagregarea părților scheletice de natură minerală (carbonatice, silicioase, fosfatice) ale unui organism, care intră în constituția calcarelor bioacumulate, de regulă un fragment de dimensiuni centimetrice, rezultat din triturarea naturală a părților scheletice ale unui organism, încorporat în masa unui sediment.
Aceste fragmente provin din părțile minerale ale organismelor; de ex. corali, alge calcaroase, briozoare, care au rolul cel mai important în formarea rocilor de bioconstrucție, cum ar fi calcarale recifale, sau prin acumularea mecanică a fragmentelor de cochilii aparținând diferitelor specii de gasteropode, lamelibranchiate, brahiopode etc., rezultând rocile de bioacumulare:
- falune – depozit necimentat de bioclaste;
- lumașele – roci cimentate alcătuite dintr-o aglomerare de bioclaste.

Tot bioclast este denumit un fragment de organism care poate apărea în compoziția ceramicii și care provine fie din materia primă (un organism fosil), fie este adăugat ca degresant. Iată câteva exemple de bioclaste: cochilii și valve de moluște și ostracode, țeste de foraminifere, radiolari și diatomee, spiculi de spongieri și radiolari, dar și oase pisate de animale.